# Greg Joy
Gregory Andrew « Greg » Joy (né le 23 avril 1956 à Portland) est un athlète canadien, qui a remporté la médaille d'argent au saut en hauteur aux Jeux olympiques d'été de 1976. 

## Biographie
Bien que né aux États-Unis et étudiant de college de l'université du Texas, il a toujours représenté le Canada en compétition.
Il est marié à la fondeuse et kayakiste Susan Holloway.

### Palmarès
| Date | Compétition          | Lieu     | Résultat | Performance |
| ---- | -------------------- | -------- | -------- | ----------- |
| 1976 | Jeux olympiques      | Montréal | 2e       | 2,23 m      |
| 1978 | Jeux du Commonwealth | Edmonton | 2e       | 2,18 m      |